# ريتشارد هاريسون ترولي
ريتشارد هاريسون ترولي (بالإنجليزية: Richard H. Truly)‏ (ولد في 12 نوفمبر 1937) هو نائب لواء بحري متقاعد في بحرية الولايات المتحدة وطيار مقاتل في القوات الجوية للولايات المتحدة ورائد فضاء سابق في ناسا والرئيس الثامن لوكالة ناسا من العام 1989 حتى 1992.